# 非防護巡洋艦
非防護巡洋艦（ひぼうごじゅんようかん；英語: Unprotected cruiser）は、19世紀末から20世紀初頭にかけて存在した巡洋艦の形式。

## 概要
装甲艦や戦艦、装甲巡洋艦が舷側に鋼鉄の装甲を備え、防護巡洋艦では舷側には装甲を備えず、防護甲板として主機室の上の甲板のみに装甲を施していたのに対して、防護甲板すら装備しなかった非防御の巡洋艦をいう。防護巡洋艦では弾薬庫とボイラーと機関室と石炭庫のみが防御するための装甲甲板を装備していたが、非防護巡洋艦ではそれすら装備されなかった。
主に俊敏性を活かして植民地の哨戒などの任務に従事した。
艦級は個々の海軍によって異なり、イギリス海軍では非防護巡洋艦は防護巡洋艦と同様の3等巡洋艦として扱われた。ドイツ帝国海軍では主に外国と植民地で1875年まで巡洋艦の主流として運用され、蒸気機関と補助的に帆を装備した。大日本帝国海軍では通報艦に分類された。
弩級戦艦の登場と共にまともな装甲を備えない非防護巡洋艦は陳腐化して艦種が消滅した。

## 日本の非防護巡洋艦
- 千早
- 千島
- 宮古
- 龍田
- 八重山